# L’Arlesiana
L’Arlesiana ist eine Oper (dramma lirico) in vier Akten (Urfassung) von Francesco Cilea, die zuweilen auch mit dem deutschen Titel Das Mädchen aus Arles versehen wird. Den Text verfasste Leopoldo Marenco. Er basiert auf Alphonse Daudets Schauspiel L’Arlésienne aus den Briefen aus meiner Mühle. Die Uraufführung fand am 27. November 1897 im Teatro Lirico in Mailand statt. Georges Bizet komponierte bereits 1872 die Bühnenmusik L’Arlésienne, die ebenfalls auf Daudets Schauspiel basiert.

## Entstehung
Cilea komponierte die Oper zwischen 1892 und 1897 zunächst vieraktig. Bei der Uraufführung im Teatro Lirico 1897 in Mailand brillierte der junge Enrico Caruso in der Rolle des Federico, was mit zu seiner späteren glanzvollen Sängerkarriere beitrug. 1898 schrieb Cilea eine neue Fassung, in der die Akte II und III zusammengefasst wurden. Durch das Hinzufügen eines Präludiums entstand 1912 eine dritte Fassung, die heute noch meist aufgeführt wird. Weitere kleinere Änderungen der Partitur wurden zwischen 1936 und 1940 vorgenommen. Die Oper ist nur selten in den Spielplänen der Opernhäuser vertreten und wird zuweilen konzertant, so an der Deutschen Oper Berlin 2018 oder als Rarität im Rahmen von Festivals aufgeführt, beispielsweise 2012 beim Wexford Festival.

## Handlung
Die Gutsbesitzerin Rosa Mamai lebt mit ihren Söhnen Federico sowie dem geistig zurückgebliebenen L’Innocente auf dem Lande in der Nähe von Arles. Federico hat sich in ein Mädchen aus Arles verliebt, das L’Arlesiana genannt wird. Rosa sähe lieber eine Verbindung ihres Sohnes mit Vivetta, einem Mädchen aus der Nachbarschaft, die ihn auch aufrichtig liebt. Federico hingegen hat nur Gedanken für L’Arlesiana und weist Vivetta zurück. Der Pferdehirt Metifio ist ebenfalls in L’Arlesiana verliebt. Er präsentiert Briefe, die ihren unmoralischen Lebenswandel dokumentieren sollen. Daraufhin wendet sich der enttäuschte Federico nun doch Vivetta zu. Als er jedoch erfährt, dass Metifio L’Arlesiana zu Pferd entführen und nur seinen Spaß haben will, begeht er aus Verzweiflung Selbstmord, indem er aus dem Dachfenster eines Heubodens springt.

## Instrumentation
Die Orchesterbesetzung der Oper enthält die folgenden Instrumente:
- Holzbläser: drei Flöten (3. auch Piccolo), zwei Oboen, Englischhorn, zwei Klarinetten, zwei Fagotte
- Blechbläser: vier Hörner, drei Trompeten, drei Posaunen, Basstuba
- Pauken, Schlagzeug: Große Trommel, kleine Trommel, Becken, Triangel, Tamtam, Tamburin, Sistrum, kleine Glocken in h, cis’, fis’ und gis’
- Celesta
- Harfe
- Streicher
- Bühnenmusik: Harmonium

## Gesamtaufnahmen
- L’Arlesiana – Ferruccio Tagliavini, Pia Tassinari, Paolo Silveri, Gianna Galli – Coro e Orchestra della RAI Torino, Arturo Basile – Cetra Records (1955)
- L’Arlesiana – Giuseppe Filianoti, Iano Tamar, Francesco Landolfi, Mirela Bunoaica – Opernchor des Theater Freiburg, Freiburg Philharmonic Orchestra, Fabrice Bollon – CPO: 7778052(record label) (2014)
- L’Arlesiana – Dmitry Golovnin, Annunziata Vestri, Stefano Antonucci, Mariangela Sicilia – Coro Lirico Marchigiano „V. Bellini“, Orchestra Filarmonica Marchigiana, Francesco Cilluffo – Dynamic (record label) (2015)